# Archiheterodonta
Archiheterodonta zijn een subterklasse van de tweekleppigen (Bivalvia).

## Taxonomie
De volgende orden zijn bij de subterklasse ingedeeld:
- † Actinodontida
- Carditida